# Mitutoyo

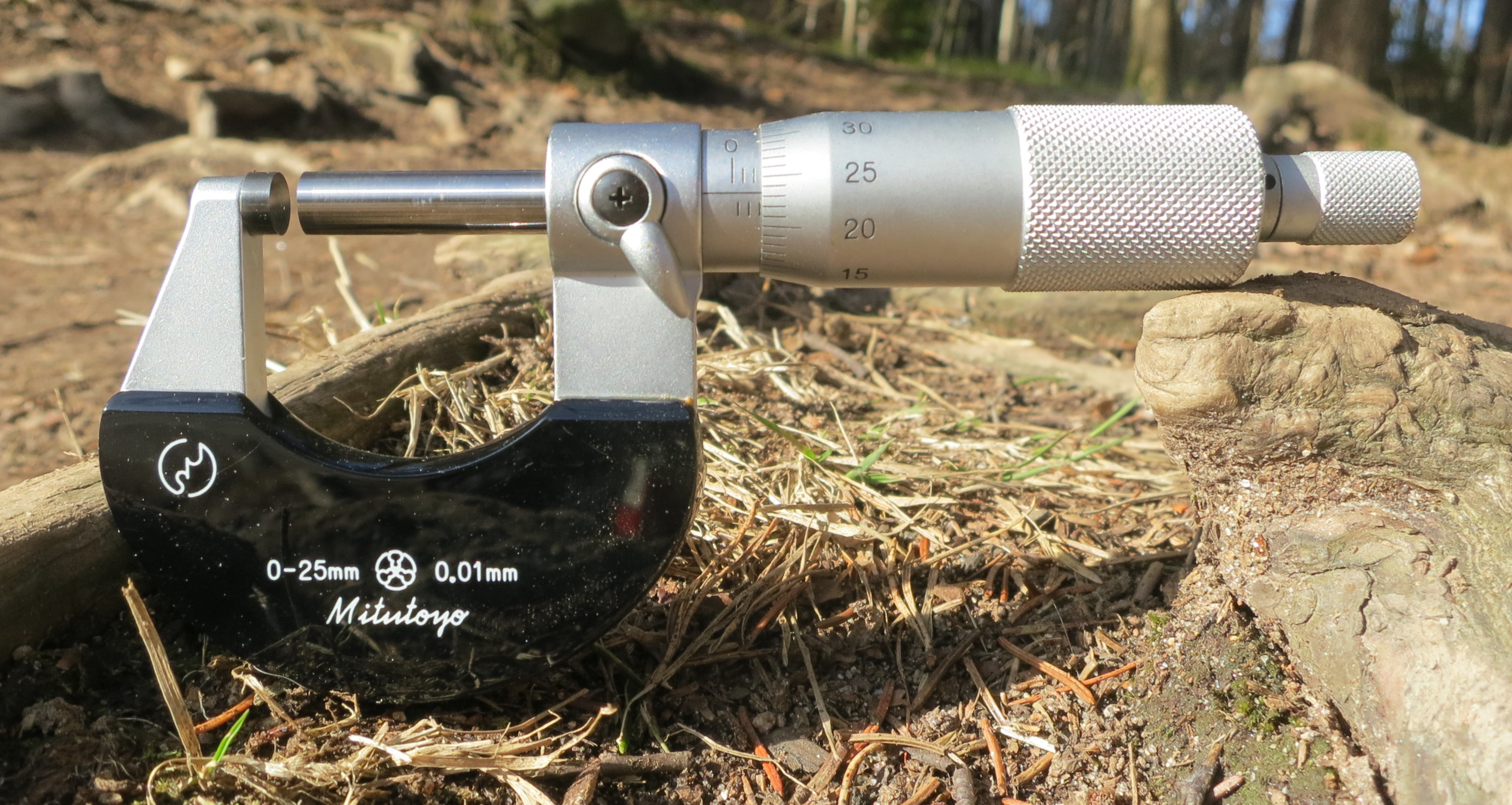
Eine Messschraube von Mitutoyo

Mitutoyo Corporation (jap. 株式会社ミツトヨ Kabushiki Gaisha Mitsutoyo) ist ein japanischer Hersteller von Messinstrumenten und Messwerkzeugen.
Das Unternehmen wurde am 22. Oktober 1934 von Yehan Numata (沼田 恵範, Numata Ehan) gegründet, um eine Messschraube – das zur damaligen Zeit einzige Produkt der Firma – zu verkaufen. Die Firmenphilosophie bestand darin, ein qualitativ hochwertiges Produkt in hoher Stückzahl und dadurch auch zu erschwinglichen Preisen herstellen zu können. Basierend auf dieser Philosophie wurde das Produktangebot um andere mechanische Messmittel erweitert, etwa um Messschieber und Messuhren.
In den 1970er Jahren versuchte Mitutoyo ihre Messinstrumente um elektronische Komponenten zu erweitern. Daraus entstanden digitale Messwerkzeuge, die ein fehlerfreies Ablesen des Messwertes ermöglichten. In derselben Zeit begann das Unternehmen, große und komplexe Messmittel zu produzieren, etwa Koordinatenmessgeräte. Als die Statistische Prozesslenkung eingeführt wurde, war Mitutoyo führend in der Entwicklung von Analyse-Software und Bedienelementen.